# آمپانوتوکانا
آمپانوتوکانا (به لاتین: Ampanotokana) یک منطقهٔ مسکونی در ماداگاسکار است که در آمبوهیدراتریمو واقع شده‌است. آمپانوتوکانا ۱۳۵ کیلومتر مربع مساحت و ۲۱٬۹۶۹ نفر جمعیت دارد.